# Drasenhofen

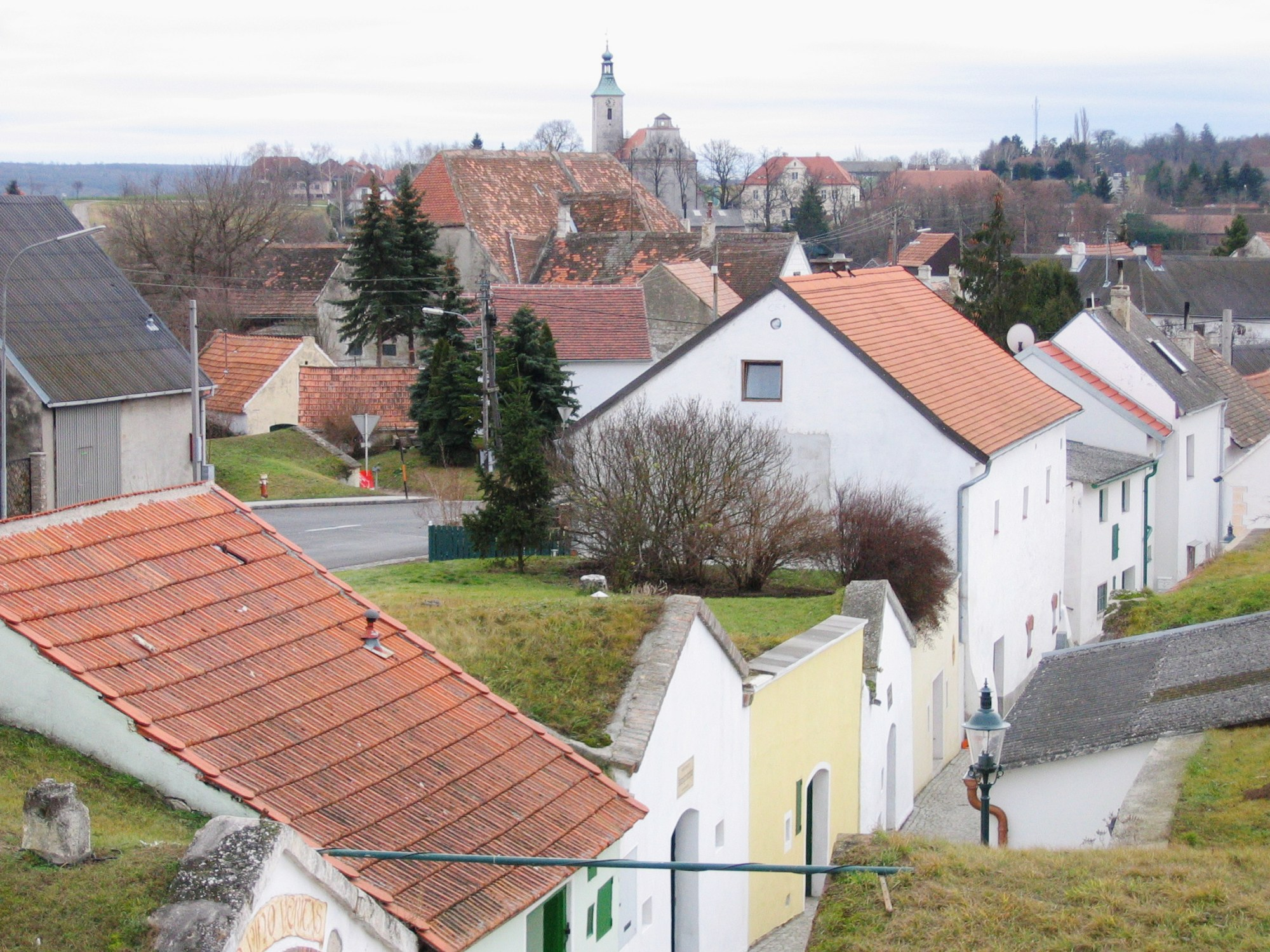
Drasenhofen

Drasenhofen (zastarale česky Drazovy Dvory) je pohraniční obec v Rakousku ve spolkové zemi Dolní Rakousko v okrese Mistelbach. Žije zde přibližně 1 100 obyvatel.
V budoucnu by se na pomezí katastru této obce a Mikulova měly propojit rakouská dálnice A5 a česká dálnice D52, spojující Brno a Vídeň. V současnosti tudy prochází silnice B7, napojující se na silnici I/52 na moravsko-dolnorakouské hranici. Dálnice A5 je okolo Drasenhofenu zatím vedena v polovičním profilu jako obchvat obce.

## Geografie
Drasenhofen leží v severní části Weinviertelu (Vinné čtvrti) v Dolních Rakousích. Je tu významný silniční přechod na silnici E461 do města Mikulova v České republice vzdáleného 7 kilometrů severně.
Plocha území obce činí 35,19 kilometrů čtverečních a 10,55 % plochy je zalesněno.
Obec sestává ze čtyř vesnic a katastrálních území:
- Drasenhofen
- Kleinschweinbarth s památníkem Südmährenkreuz
- Steinebrunn se zámkem Fünfkirchen
- Stützenhofen

## Historie
Drasenhofen byl poprvé zmíněný jako Taisenhof a tento název se běžně užíval až do 16. století.
Ve 14. století získala rodina Fünfkirchnerů první statek ve Steinebrunnu. Šlechtický rod byl ve středověku na území severního Weinviertelu velmi silný.
Život v místě ovlivňovala tzv. Brněnská cesta spojující Vídeň přes Drasenhofen s Brnem. Po vzniku Československa zde vznikl jeden z hlavních rakouských silničních hraničních přechodů, na státní silnici B7.
Koncem května 1945 byl Drasenhofen první zastávkou v Rakousku pro účastníky „brněnského pochodu smrti“, který začal 31. května pro německé obyvatele Brna. Na jedné straně existují záznamy hrobníků, z nichž je zřejmé, že celkem pohřbili 356 identifikovaných osob a 97 bezejmenných mrtvých. Na druhé straně matrika zemřelých Němců, kteří byli pohřbeni v Pohořelicích v době od 1. června do 10. července 1945, uvádí celkový počet 496 pohřbených.
Na území obce byl v 60. letech vztyčen památník Südmährenkreuz upomínající na zaniklé německé obce a vysídlené obyvatele jihu Moravy.

### Vývoj počtu obyvatel
| rok  | počet obyvatel |
| ---- | -------------- |
| 1971 | 1698           |
| 1981 | 1511           |
| 1991 | 1340           |
| 2001 | 1143           |

## Politika
Starostou obce je Josef Studeny, vedoucí kanceláře Anneliese Florian.
Po obecních volbách v roce bylo 19 křesel v obecním zastupitelstvu rozděleno podle získaných mandátů takto:
- ÖVP 18
- SPÖ 1

## Hospodářství a infrastruktura
Nezemědělských pracovišť bylo v roce 2001 48, lesnických a zemědělských míst bylo v roce 1999 109. Počet výdělečně činných obyvatel v místě bydliště bylo v roce 2001 487, tj. 43,48%.